# Esquirol de Mindanao
L'esquirol de Mindanao (Sundasciurus mindanensis) és una espècie de rosegador de la família dels esciúrids. És endèmic de Mindanao i algunes illes properes (Filipines). Té una gran varietat d'hàbitats naturals, que van dels boscos primaris i secundaris de plana als límits inferiors dels boscos molsosos, passant pels boscos montans. És una espècie en risc mínim, és a dir, no sembla que hi hagi cap amenaça significativa per a la seva supervivència.